# Trận Cức Bồ
Trận Cức Bồ (chữ Hán: 棘蒲之戰, Hán Việt: Cức Bồ chi chiến), là cuộc chiến tranh diễn ra vào thời Chiến Quốc trong lịch sử Trung Quốc với sự tham gia của ba nước chư hầu là Ngụy, Triệu và Sở.

## Quá trình chiến tranh
Năm 383 TCN, nước Triệu xây thành ở Cương Bình, chuẩn bị đem quân tiến công nước Vệ. Nước Vệ sai sứ đến Ngụy cầu cứu. Nước Ngụy xuất binh cứu Vệ, đánh bại quân nước Triệu ở Thố Đài.
Sang năm 382 TCN, Ngụy Vũ hầu sai sứ sang nước Tề, định ước liên minh cùng nhau đánh Triệu, tiến công và chiếm Cương Bình, sau đó tiến thẳng đến Trung Mưu của Triệu. Nước Triệu cầu cứu nước Sở.
Năm 381 TCN, Sở Điệu vương cử Ngô Khởi dẫn binh cứu Triệu, giao chiến với quân nước Ngụy ở Châu Tây, đánh bại quân Ngụy, sau đó vượt qua Đại Lương, đóng ở Lâm Trung, sau đó tiến về phía lưỡng ngạn Hoàng Hà, giao chiến với quân Ngụy ở Cức Bồ. Quân Ngụy chống đỡ yếu ớt và nhanh chóng bị đánh bại trước liên quân Sở-Triệu. Quân nước Triệu thừa thắng tiến quân chiếm Cức Bồ và Hoàng Thành của nước Ngụy. Cuộc chiến Cức Bồ kết thúc với thắng lợi thuộc về liên quân Sở-Triệu.